# Keith Schembri
Keith Schembri (né le 26 juillet 1975) est un homme d'affaires et homme politique maltais. Il a été chef de cabinet du Premier ministre Joseph Muscat du 11 mars 2013 jusqu'au 26 novembre 2019, date à laquelle il a démissionné à la suite de l'enquête sur le meurtre de Daphne Caruana Galizia et à la suite des crises politiques à Malte qui ont conduit à des manifestations sans précédent dans l'île, exigeant la démission de Schembri,. Cité dans les fuites des Panama Papers (2016) il est impliqué dans plusieurs affaires judiciaires ; en 2024, il était inculpé de corruption, d'association de malfaiteurs et de blanchiment d'argent, et soupçonné d'être impliqué dans le meurtre de la journaliste Daphne Caruana Galizia, assassinée après avoir dénoncé la corruption à Malte. Cet assassinat a suscité une vive attention médiatique et politique sur la corruption à Malte, et sur Keith Schembri.

## Biographie
En 1996, Keith Schembri crée Kasco Holdings, un groupe de sociétés fournissant divers services et produits dans les domaines des arts graphiques et de l'ingénierie. La société phare du groupe est Kasco Paper.
En janvier 2011, il crée une société écran, offshore.
En 2008, Joseph Muscat a amené Schembri au Parti travailliste. Schembri a dirigé la campagne électorale de 2013 qui a vu le Parti travailliste élu avec la plus grande marge de victoire à Malte depuis son indépendance. Schembri a été nommé « chef d'état-major », un poste nouvellement créé dans l'organigramme du gouvernement au pouvoir.
Muscat gagne les élections maltaises en 2013, Schembri devient membre de son équipe de bureau. En juillet 2013, trois sociétés boîtes aux lettres sont créées dans le paradis fiscal du Panama : Tillgate Inc. de Schembri, Hearnville Inc. du ministre de l'Energie Konrad Mizzi et Egrant[réf. nécessaire].
En juin 2015, Keith Schembri achète des sociétés panaméennes à la société ATC Administrators Inc., liée à Mossack Fonseca, en particulier Hearnville Inc et Tillgate Inc.. Schembri demande au cabinet d'audit Nexia BT (franchise Mossack Fonseca à Malte), auditeurs du groupe Kasco, de l'aider à créer une fiducie néo-zélandaise et une société associée. Konrad Mizzi a également utilisé Nexia à cette fin ; il a déclaré que Schembri lui avait suggéré une fiducie à l'étranger et l'avait amené à Nexia. Rotorua, le trust de Mizzi, et Haast, et celui créé pour Schembri, sont tous deux gérés par Orion Trust (basé en Nouvelle-Zélande). En vertu de la loi néo-zélandaise, les fiducies ne paient pas d'impôt sur les revenus étrangers ; les régulateurs néo-zélandais peuvent exiger des informations sur ces revenus, mais ne les divulguent pas aux autres gouvernements. Mossack a signalé Schembri et Mizzi comme des personnes politiquement exposées en raison de leurs rôles au sein du gouvernement maltais et a noté « une certaine couverture négative concernant le processus d'appel d'offres pour la fourniture de papier au gouvernement », ainsi que des inquiétudes concernant le niveau de rémunération reçu par l'épouse de Mizzi.
La Banque FPB du Panama a refusé d'ouvrir des comptes au couple, les jugeant comme à risque de corruption.
Schembri est l'une des personnalités maltaises mentionnées dans le scandale induit par les premières fuites dites des Panama Papers (en avril 2016), avec le ministre maltais de l'Énergie et de la Santé de l'époque, Konrad Mizzi. Ces révélations ont conduit à des appels à la démission de Schembri du gouvernement,. Cette motion a été ultérieurement modifiée par le parti au pouvoir en un vote de défiance envers le Premier ministre, dont relève Schembri. Le Parlement a voté selon les lignes du parti et la motion a été rejetée[réf. nécessaire].
En décembre 2021, Keith Schembri et Konrad Mizzi ainsi que leur famille immédiate sont sanctionnés par le Département d'État américain pour leur implication dans une importante « affaire de corruption ». La procureure de l'État s'est opposée à sa libération sous caution (ainsi qu'à celle de 3 co-accusés) « en raison de la gravité des crimes, du fait qu’ils sont tous des professionnels de la finance et du risque de fuite en raison de leurs sociétés et de leurs avoirs possibles à l’étranger », précisant que les accusés « avaient non seulement accès à des moyens de s’enfuir, mais aussi à un système financier obscur. Pour aggraver les choses, ils avaient également montré une propension à faire obstruction à la justice lorsqu’ils auraient falsifié des documents et fait de fausses déclarations aux autorités de l’État ».
En mai 2024, Schembri, Muscat, Mizzi et d'autres sont inculpés au pénal,, entre autres, de corruption, d'association de malfaiteurs et de blanchiment d'argent en relation avec Vitals Global Healthcare et pour une controverse connexe sur un contrat hospitalier.
En novembre 2024, Schembri est accusé pénalement d'avoir divulgué des informations aux personnes impliquées dans le meurtre du journaliste Caruana Galizia.

### Implication dans l'enquête sur le meurtre de Caruana Galizia
Un autre homme d'affaires maltais (Yorgen Fenech) est arrêté le 20 novembre 2019, dans le cadre d'une enquête sur le meurtre de la journaliste  Daphne Caruana Galizia. Devant les enquêteurs, Fenech désigne Keith Schembri, alors chef de cabinet du Premier ministre, comme "le vrai commanditaire" du meurtre.
Selon le travail journalistique de Daphne Caruana sur la corruption à Malte, le vice-gouverneur de la Banque centrale de Malte avait été rémunéré par le géant américain de l'industrie du tabac, Philip Morris, au début des années 2010, afin de faire pression sur un ex-commissaire européen à la Santé chargé de la législation encadrant le tabac ; et le dirigeant maltais de droite Adrian Delia, avait aussi un compte offshore (à Jersey, ce qu'il a nié) ; Michelle Muscat l'épouse du Premier ministre Joseph Muscat, était aussi soupçonnée d'avoir ouvert un compte dans un paradis fiscal (Panama) pour y abriter plus d'1 million d'euros de pots-de-vin versés par l'Azerbaïdjan en échange de l'autorisation donnée à une banque azérie de s'intégrer dans la finance européenne en s'installant à Malte (ce que le couple a toujours nié) ; et selon le travail d'enquête de la journaliste, une autre personnalité du Gouvernement, l'ex-ministre de l'Energie, Konrad Mizzi, et le chef de cabinet du Premier ministre, Keith Schembri, possédaient également des sociétés offshore déclarées au Panama, ce qui a été confirmés par les révélations des Panama Papers.
Schembri démissionne alors de son poste au gouvernement (le 26 novembre 2019) avant d'être arrêté et interrogé par la police,. Schembri a ensuite été libéré par la police. Dns sa déclaration au tribunal, Yorgen Fenech a accusé Schembri d'être le cerveau du meurtre de Caruana Galizia Schembri est également accusé d'avoir tenté d'influencer Fenech afin de faire accuser Chris Cardona du meurtre de Caruana Galizia. Fenech selon son propre témoignage, savait qu'il était sur écoute, et c'est Schembri qui l'en aurait informé.
Une campagne de boycott des importations de Kasco est alors lancée, qui a notamment touché la marque Pasta Rummo, ciblé dans les supermarchés par des autocollants représentant des mains ensanglantées apposés sur l'emballage des pâtes. Pasta Rummo a pris ses distances avec Schembri via une déclaration publique.
Le 20 mars 2021, Keith Schembri est accusé de corruption, fraude et blanchiment d'argent, et sa libération sous caution lui est refusée ; il est conduit et emprisonné au centre correctionnel de Corradino, puis finalement libéré sous caution après avoir essuyé deux refus.
En mai 2024, Schembri est de nouveau accusé, entre autres, de corruption, d'association de malfaiteurs et de blanchiment d'argent, dans le cadre d'une affaire relative à Vitals Global Healthcare et impliquant le contrat hospitalier (voir plus haut).
En novembre 2024, Keith Schembri est accusé pénalement d'avoir divulgué des informations aux personnes impliquées dans le meurtre du journaliste Caruana Galizia (voir plus haut).